# Prokop Wielki

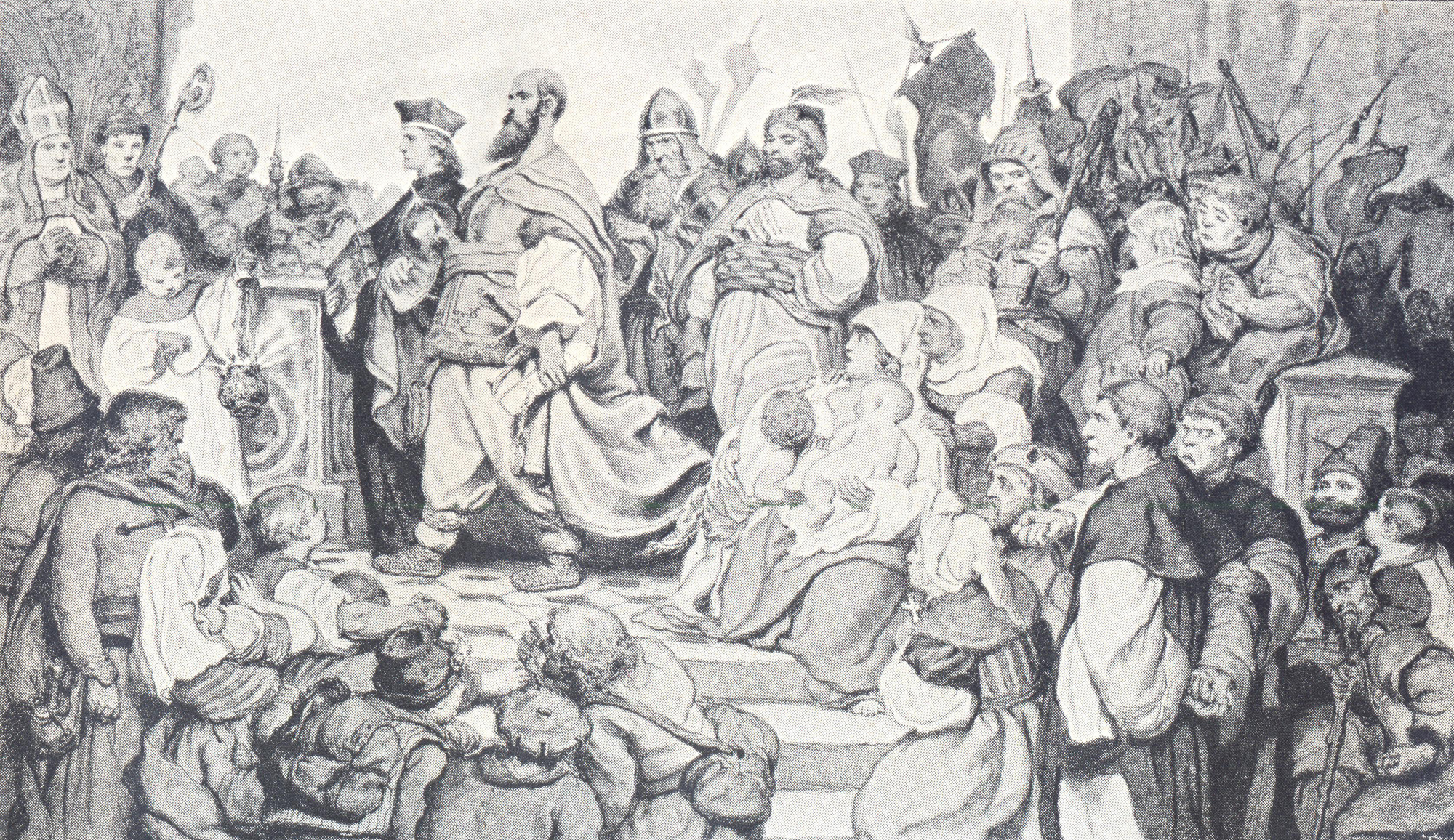
Prokop Wielki i Jan z Rokycana na czele poselstwa husyckiego w Bazylei

Prokop Wielki (także Prokop Goły, cz. Prokop Veliký, ur. ok. 1380, zm. 30 maja 1434 pod Lipanami) – kaznodzieja husycki, polityk, po śmierci Jana Žižki wódz wojsk husyckich. 
Prokop przed rewolucją był księdzem, mówiono, że pochodzi z Pragi, z rodu staromiejskich patrycjuszy. Do husytów przystał zaraz po pierwszej defenestracji praskiej, ale przed rokiem 1425 był zaledwie jednym z wielu taboryckich kaznodziejów.

## Życiorys

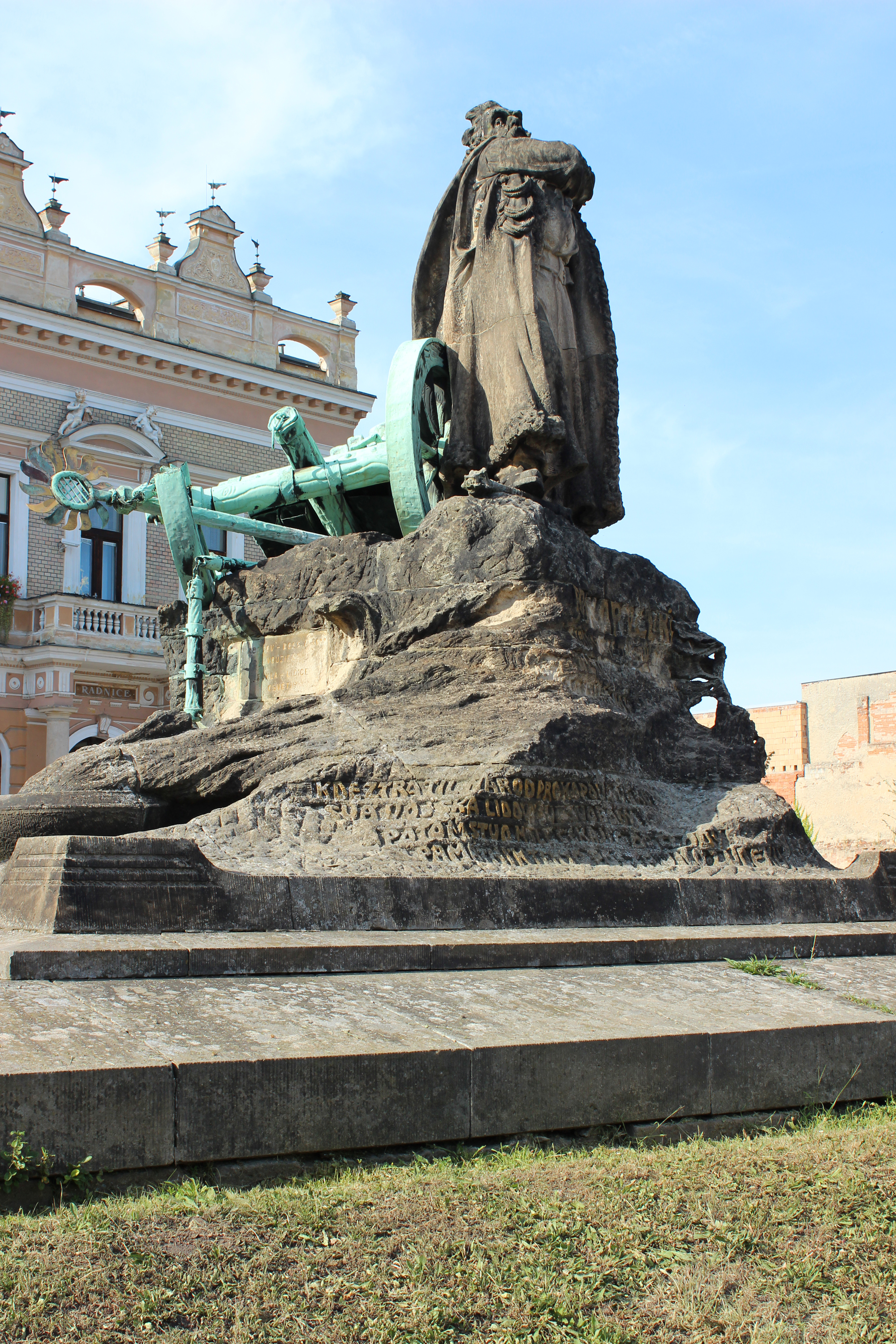
Český Brod, pomnik Prokopa Wielkiego

Pochodził z rodziny mieszczańskiej. Po śmierci ojca został adoptowany przez swego stryja, Jana de Aquis lub Jana z Cách - jednego z najbogatszych czeskich patrycjuszy i właściciela zamku Jenštejn, gdzie Prokop spędził dzieciństwo. Stryj zapewnił mu wykształcenie i umożliwił zagraniczne podróże: m.in. do Hiszpanii, Francji, Włoch oraz Jerozolimy. Ukończył studia uniwersyteckie i przyjął święcenia kapłańskie.
Po wybuchu rewolucji husyckiej (tzw. I defenestracja) wyjechał z Janem Žižką do Pilzna, a następnie do Taboru. Początkowo związany z nurtem radykalnym (frakcja pikardów), od 1420 roku prezentował poglądy bardziej umiarkowane.
Od 1426 był uważany za najważniejszego polityka taborytów i przywódcę duchowego ruchu. Współpracując z odłamem taborytów zwanym sierotkami oraz z praskimi utrakwistami, udało się objąć kontrolą husytów całe terytorium Czech. Sukcesy dyplomatyczne oraz udane wyprawy wojenne na terytorium Węgier, Austrii, Niemiec, Łużyc i Śląska zmusiły katolickie kraje Europy Zachodniej do dyskusji o programie husytów.
Od stycznia do kwietnia 1433 stał na czele delegacji husyckiej na sobór bazylejski. Na krótko odwołany z funkcji dowódcy wojsk husyckich, powrócił na stanowisko w 1434. Poległ w bratobójczej bitwie pod Lipanami, walcząc po stronie taborytów przeciwko zjednoczonym siłom liberalnych utrakwistów i katolików.
Dobry strateg, choć – jak sam twierdził – jako duchowny nigdy nie zabił człowieka własnymi rękami. Nie nosił broni, nie brał bezpośredniego udziału w walce, zajmował się jedynie dowodzeniem. Przydomek "Goły" pochodził od faktu, że w przeciwieństwie do innych kaznodziejów husyckich Prokop golił brodę.